# Emil Tersch
Emil Ritter von Tersch (26. července 1834 Dolní Studénky – 15. února 1923 Litovel), byl rakouský šlechtic a politik německé národnosti z Moravy, v 2. polovině 19. století poslanec Říšské rady a Moravského zemského sněmu.

## Biografie
Pocházel z významného šumperského rodu Terschů (původně z Rakouska, v regionu severní Moravy usazený od 30. let 18. století). Franz Xaver Tersch (1764–1819) byl podnikatelem v tabákovém průmyslu, později v textilním průmyslu a zakladatelem velkého textilního nákladnického podniku s několika stovkami pracovníků. Franz Xaver roku 1802 koupil zámek Chudobín a roku 1806 byl povýšen do rytířského stavu. Jeho synové byli starší Anton von Tersch (zemřel 1864) a mladší Franz von Tersch (1801–1884). Anton převzal zámek v Chudobíně, který nechal roku 1847 rozšířit. Franz od roku 1841 vedl soukromou poštu v Šumperku a později i místní poštovní přepřahovací stanici. Rozšířil otcův šumperský statek a od roku 1857 prováděl nákladnou rekonstrukci zámku v Třemešku. Zatímco Anton zemřel bez potomků, Franz měl dva syny, oba veřejně a politicky aktivní. Friedrich von Tersch (1836–1915) byl dlouholetým starostou Šumperka a poslancem Moravského zemského sněmu. Druhým synem Franze von Tersche byl Emil von Tersch.
Emil vystudoval na německém gymnáziu v Olomouci, pak studoval hospodářství a roku 1858 odešel ke strýci Antonovi do Chudobína, kde převzal vedení velkostatku. Když strýc roku 1864 zemřel, zdědil statky Chudobín a Loučany.
Zapojil se do veřejného a politického života. Roku 1870 ho ministerstvo financí jmenovalo do komise pro okresní odhad pozemkové daně. V zemských volbách v březnu 1867 byl zvolen na Moravský zemský sněm za kurii velkostatkářskou, II. sbor. Mandát obhájil v zemských volbách roku 1870. Do sněmu se vrátil v doplňovacích volbách 25. listopadu 1873. Mandát zde obhájil v volbách roku 1878, volbách roku 1884, volbách roku 1890, volbách roku 1896 a zemských volbách roku 1902. Zastupoval Stranu ústavověrného velkostatku, která byla provídeňsky a centralisticky orientována.
Byl i dlouholetým poslancem Říšské rady (celostátního parlamentu), kam usedl v doplňovacích volbách roku 1878 za kurii velkostatkářskou na Moravě. Slib složil 5. listopadu 1878. Uváděl se tehdy jako statkář, bytem Chudobín. Do parlamentu se vrátil ve volbách roku 1885, opět za velkostatkářskou kurii na Moravě. Mandát obhájil ve volbách roku 1891, volbách roku 1897 a volbách roku 1901.
Po volbách roku 1885 byl členem klubu Sjednocené levice, do kterého se spojilo několik ústavověrných (liberálně a centralisticky orientovaných) politických proudů. Po rozpadu Sjednocené levice přešel do frakce Německorakouský klub. V roce 1890 se uvádí jako poslanec obnoveného klubu německých liberálů, nyní oficiálně nazývaného Sjednocená německá levice. I ve volbách roku 1891 byl na Říšskou radu zvolen za klub Sjednocené německé levice. Po volbách roku 1897 se uvádí jako ústavověrný velkostatkář.